# Campionato asiatico e oceaniano femminile di pallavolo 2011
Il XVI campionato asiatico e oceaniano femminile di pallavolo si è svolto a Taipei, nella Taipei Cinese, dal 15 al 23 settembre 2011. Al torneo hanno partecipato 14 squadre nazionali asiatiche ed oceaniane e la vittoria finale è andata per la dodicesima volta alla Cina.

## Gironi
| Girone A                     | Girone B                     | Girone C                             | Girone D                                      |
| ---------------------------- | ---------------------------- | ------------------------------------ | --------------------------------------------- |
| Indonesia Iran Taipei cinese | Australia Thailandia Vietnam | Cina Corea del Nord India Kazakistan | Corea del Sud Giappone Sri Lanka Turkmenistan |

## Fase finale

### Finale 1º e 3º posto
|  | Quarti         | Quarti        |            |            | Semifinale         | Semifinale         |  |  | Finale 1º/2º posto | Finale 1º/2º posto |
|  |                |               |            |            |                    |                    |  |  |                    |                    |
|  |                |               |            |            |                    |                    |  |  |                    |                    |
|  |                |               |            |            |                    |                    |  |  |                    |                    |
|  | Giappone       | 3             |            |            |                    |                    |  |  |                    |                    |
|  | Giappone       | 3             |            |            |                    |                    |  |  |                    |                    |
|  | Iran           | 0             |            |            |                    |                    |  |  |                    |                    |
|  | Iran           | 0             | Thailandia | 2          |                    |                    |  |  |                    |                    |
|  |                |               | Thailandia | 2          |                    |                    |  |  |                    |                    |
|  |                | Giappone      | 3          |            |                    |                    |  |  |                    |                    |
|  | Cina           | Giappone      | 3          | 3          |                    |                    |  |  |                    |                    |
|  | Cina           |               |            | 3          |                    |                    |  |  |                    |                    |
|  | Vietnam        | 0             |            |            |                    |                    |  |  |                    |                    |
|  | Vietnam        | 0             | Cina       | 3          |                    |                    |  |  |                    |                    |
|  |                |               | Cina       | 3          |                    |                    |  |  |                    |                    |
|  |                | Giappone      | 1          |            |                    |                    |  |  |                    |                    |
|  | Taipei cinese  | Giappone      | 1          | 0          |                    |                    |  |  |                    |                    |
|  | Taipei cinese  |               |            | 0          |                    |                    |  |  |                    |                    |
|  | Thailandia     | 3             |            |            |                    |                    |  |  |                    |                    |
|  | Thailandia     | 3             | Cina       | 3          | Finale 3º/4º posto | Finale 3º/4º posto |  |  |                    |                    |
|  |                |               | Cina       | 3          | Finale 3º/4º posto | Finale 3º/4º posto |  |  |                    |                    |
|  |                | Corea del Sud | 1          |            |                    |                    |  |  |                    |                    |
|  | Corea del Sud  | Corea del Sud | 1          | 3          | Corea del Sud      | 3                  |  |  |                    |                    |
|  | Corea del Sud  |               |            | 3          | Corea del Sud      | 3                  |  |  |                    |                    |
|  | Corea del Nord | 1             |            | Thailandia | 2                  |                    |  |  |                    |                    |
|  | Corea del Nord | 1             |            |            | 2                  |                    |  |  |                    |                    |
|  |                |               |            |            |                    |                    |  |  |                    |                    |
|  |                |               |            |            |                    |                    |  |  |                    |                    |

### Finale 5º e 7º posto
|  | Semifinali 5º/8º posto | Semifinali 5º/8º posto | Semifinali 5º/8º posto |               |                | Finale 5º/6º posto | Finale 5º/6º posto | Finale 5º/6º posto |  |
|  |                        |                        |                        |               |                |                    |                    |                    |  |
|  | Vietnam                | Vietnam                | 0                      |               |                |                    |                    |                    |  |
|  | Vietnam                | Vietnam                | 0                      |               |                |                    |                    |                    |  |
|  | Corea del Nord         | Corea del Nord         | 3                      |               |                |                    |                    |                    |  |
|  | Corea del Nord         | Corea del Nord         | 3                      |               | Corea del Nord | Corea del Nord     | 1                  |                    |  |
|  |                        |                        |                        |               | Corea del Nord | Corea del Nord     | 1                  |                    |  |
|  |                        |                        | Taipei cinese          | Taipei cinese | 3              |                    |                    |                    |  |
|  | Taipei cinese          | Taipei cinese          | Taipei cinese          | Taipei cinese | 3              | 3                  |                    |                    |  |
|  | Taipei cinese          | Taipei cinese          |                        |               |                | 3                  |                    |                    |  |
|  | Iran                   | Iran                   | 0                      |               |                | Finale 7º/8º posto | Finale 7º/8º posto | Finale 7º/8º posto |  |
|  | Iran                   | Iran                   | 0                      |               |                |                    |                    |                    |  |
|  |                        |                        |                        |               |                |                    |                    |                    |  |
|  |                        |                        |                        |               |                | Vietnam            | Vietnam            | 3                  |  |
|  |                        |                        |                        |               |                | Vietnam            | Vietnam            | 3                  |  |
|  |                        |                        |                        |               |                | Iran               | Iran               | 1                  |  |

### Finale 9º e 11º posto
|  | Semifinali 9º/12º posto | Semifinali 9º/12º posto | Semifinali 9º/12º posto |           |            | Finale 9º/10º posto  | Finale 9º/10º posto  | Finale 9º/10º posto  |  |
|  |                         |                         |                         |           |            |                      |                      |                      |  |
|  | Kazakistan              | Kazakistan              | 3                       |           |            |                      |                      |                      |  |
|  | Kazakistan              | Kazakistan              | 3                       |           |            |                      |                      |                      |  |
|  | Sri Lanka               | Sri Lanka               | 0                       |           |            |                      |                      |                      |  |
|  | Sri Lanka               | Sri Lanka               | 0                       |           | Kazakistan | Kazakistan           | 3                    |                      |  |
|  |                         |                         |                         |           | Kazakistan | Kazakistan           | 3                    |                      |  |
|  |                         |                         | Australia               | Australia | 0          |                      |                      |                      |  |
|  | Australia               | Australia               | Australia               | Australia | 0          | 3                    |                      |                      |  |
|  | Australia               | Australia               |                         |           |            | 3                    |                      |                      |  |
|  | India                   | India                   | 1                       |           |            | Finale 11º/12º posto | Finale 11º/12º posto | Finale 11º/12º posto |  |
|  | India                   | India                   | 1                       |           |            |                      |                      |                      |  |
|  |                         |                         |                         |           |            |                      |                      |                      |  |
|  |                         |                         |                         |           |            | Sri Lanka            | Sri Lanka            | 1                    |  |
|  |                         |                         |                         |           |            | Sri Lanka            | Sri Lanka            | 1                    |  |
|  |                         |                         |                         |           |            | India                | India                | 3                    |  |

## Podio

### Campione
Formazione: 1 Wang Yimei, 2 Mi Yang, 3 Yang Jie, 4 Hui Ruoqi, 7 Zhang Xian, 8 Wei Qiuyue, 9 Yang Junjing, 11 Xu Yunli, 14 Chen Liyi, 15 Ma Yunwen, 17 Zhang Lei, 18 Fan Linlin, CT: Yu Juemin

### Secondo posto
Formazione: 2 Hitomi Nakamichi, 3 Yoshie Takeshita, 5 Ai Ōtomo, 6 Yūko Sano, 7 Mai Yamaguchi, 10 Nana Iwasaka, 11 Erika Araki, 12 Saori Kimura, 13 Risa Shinnabe, 14 Yukiko Ebata, 15 Maiko Kanō, 16 Saori Sakoda, CT: Masayoshi Manabe

### Terzo posto
Formazione: 1 Kim Min-ji, 3 Lee Hyo-hee, 4 Hwang Youn-joo, 6 Lee Jae-eun, 7 Yoon Hye-suk, 8 Nam Jie-youn, 9 Young Dae-jung, 10 Kim Yeon-koung, 12 Han Song-yi, 15 Kim Se-young, 17 Kim Hye-jin, 18 Kim Hee-jin, CT: Kim Hyung-sil

## Classifica finale
| Classifica | Squadre        | Qualificazione                               |
| ---------- | -------------- | -------------------------------------------- |
|            | Cina           | Coppa del Mondo 2011                         |
|            | Giappone       |                                              |
|            | Corea del Sud  | Coppa del Mondo 2011 - World Grand Prix 2012 |
| 4          | Thailandia     | World Grand Prix 2012                        |
| 5          | Taipei cinese  |                                              |
| 6          | Corea del Nord |                                              |
| 7          | Vietnam        |                                              |
| 8          | Iran           |                                              |
| 9          | Kazakistan     |                                              |
| 10         | Australia      |                                              |
| 11         | India          |                                              |
| 12         | Sri Lanka      |                                              |
| 13         | Indonesia      |                                              |
| 14         | Turkmenistan   |                                              |